# Anelosimus crassipes
Anelosimus crassipes är en spindelart som först beskrevs av Friedrich Wilhelm Bösenberg och Embrik Strand 1906.  Anelosimus crassipes ingår i släktet Anelosimus och familjen klotspindlar. Inga underarter finns listade i Catalogue of Life.

## Bildgalleri

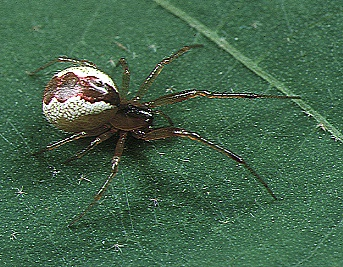
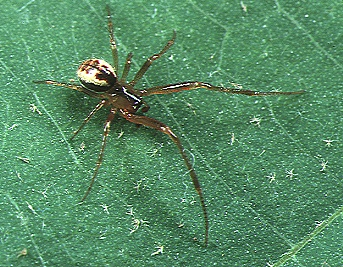
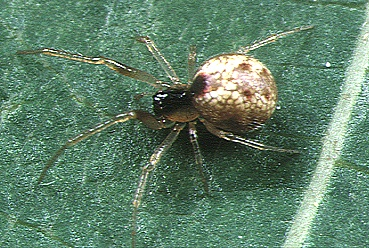